# Liste des planètes mineures non numérotées découvertes en 1996
Pour un article plus général, voir Liste des planètes mineures.
Cet article dresse la liste des planètes mineures (astéroïdes, centaures, objets transneptuniens et assimilés) non numérotées découvertes en 1996 dans l'ordre de leur découverte.
Au 15 janvier 2025, 661 077 des 1 434 993 planètes mineures répertoriées par le Centre des planètes mineures ne sont pas encore numérotées, soit 46,07 %.

## Rappel concernant la désignation provisoire
La désignation provisoire indique l'ordre de découverte de ces objets. En effet, cette désignation est composée de l'année de découverte (par exemple 1996) suivie de la quinzaine (demi-mois) de découverte (p.e. A = 1-15 janvier) puis de l'ordre de découverte dans cette quinzaine. Cet ordre est indiqué par une lettre et éventuellement un chiffre comme suit : A pour la première découverte, B pour la deuxième, ..., Z pour la 25e (le I n'est pas utilisé pour éviter la confusion avec 1), A1 pour la 26e, B1 pour la 27e, etc. , Z1 pour la 50e, A2 pour la 51e, B2 pour la 52e, etc. L'ordre de la numérotation ne suit donc pas l'ordre alphanumérique. 1996 AA1 suit ainsi 1996 AZ et précède 1996 AB1.

## Liste

### Du1erau 15 janvier 1996
- 1996 AP1
- 1996 AE2
- 1996 AC15
- 1996 AK17
- 1996 AS17
- 1996 AR20
- 1996 AS20

### Du 16 au 31 janvier 1996
- 1996 BT
- 1996 BA1
- 1996 BG1
- 1996 BY8
- 1996 BM11
- 1996 BG16
- 1996 BK16

### Du1erau 15 février 1996
- 1996 CK3

### Du1erau 15 mars 1996
- 1996 EX10
- 1996 EV12

### Du 16 au 31 mars 1996
- 1996 FT1
- 1996 FQ3
- 1996 FU9
- 1996 FU24

### Du1erau 15 avril 1996
- 1996 GQ
- 1996 GL10

### Du 16 au 30 avril 1996
- 1996 HN
- 1996 HE3
- 1996 HM6
- 1996 HL27

### Du1erau 15 mai 1996
- 1996 JA1
- 1996 JY8

### Du 16 au 31 mai 1996
- 1996 KE
- 1996 KV1
- 1996 KX1
- 1996 KY1
- 1996 KF3

### Du 16 au 30 juin 1996
- 1996 MF
- 1996 MQ

### Du1erau 15 août 1996
- 1996 PW
- 1996 PH2

### Du 16 au 31 août 1996
- 1996 QJ1

### Du1erau 15 septembre 1996
- 1996 RG6
- 1996 RV6
- 1996 RQ7
- 1996 RP10
- 1996 RP11
- 1996 RZ11
- 1996 RE13
- 1996 RP14
- 1996 RX14
- 1996 RE15
- 1996 RO15
- 1996 RC17
- 1996 RQ17
- 1996 RD19
- 1996 RQ20
- 1996 RT20
- 1996 RU20
- 1996 RE21
- 1996 RX21
- 1996 RZ22
- 1996 RX33
- 1996 RJ34

### Du 16 au 30 septembre 1996
- 1996 SB5
- 1996 SU5

### Du1erau 15 octobre 1996
- 1996 TC1
- 1996 TH1
- 1996 TP6
- 1996 TA9
- 1996 TD9
- 1996 TO11
- 1996 TM21
- 1996 TC23
- 1996 TG24
- 1996 TM26
- 1996 TS26
- 1996 TV27
- 1996 TF28
- 1996 TJ28
- 1996 TK28
- 1996 TG30
- 1996 TU31
- 1996 TT35
- 1996 TL43
- 1996 TU43
- 1996 TG44
- 1996 TY44
- 1996 TF45
- 1996 TH45
- 1996 TM45
- 1996 TE46
- 1996 TX60
- 1996 TD67

### Du 16 au 31 octobre 1997
- 1996 UK3

### Du1erau 15 novembre 1996
- 1996 VB3
- 1996 VZ4
- 1996 VM13
- 1996 VN13
- 1996 VO14
- 1996 VK15
- 1996 VE16
- 1996 VP19
- 1996 VU19
- 1996 VL22
- 1996 VT24
- 1996 VD25
- 1996 VC29
- 1996 VF29
- 1996 VH29
- 1996 VF31
- 1996 VY36
- 1996 VA37
- 1996 VD37
- 1996 VP37
- 1996 VD42

### Du1erau 15 décembre 1996
- 1996 XR2
- 1996 XZ3
- 1996 XZ12
- 1996 XX14
- 1996 XB35
- 1996 XM36